# The Nile Song
"The Nile Song" er det andet nummer fra Pink Floyds album Soundtrack from the film More fra 1969. Nummeret blev indspillet i marts 1969 og udgivet på single senere på året. B-siden til singlen var "Ibiza Bar", der også var hentet fra More-albummet. "The Nile Song" anses som et af de tungeste rocknumre, som Pink Floyd indspillede.
Nummeret er medtaget på opsamlingsalbummet Relics fra 1971. 
The Nile Song er blevet indspillet i coverversioner af Necros, Mary Goes Round, Panthers, Voivod The Outer Limits og Dreadnaught.